# Luciferismo

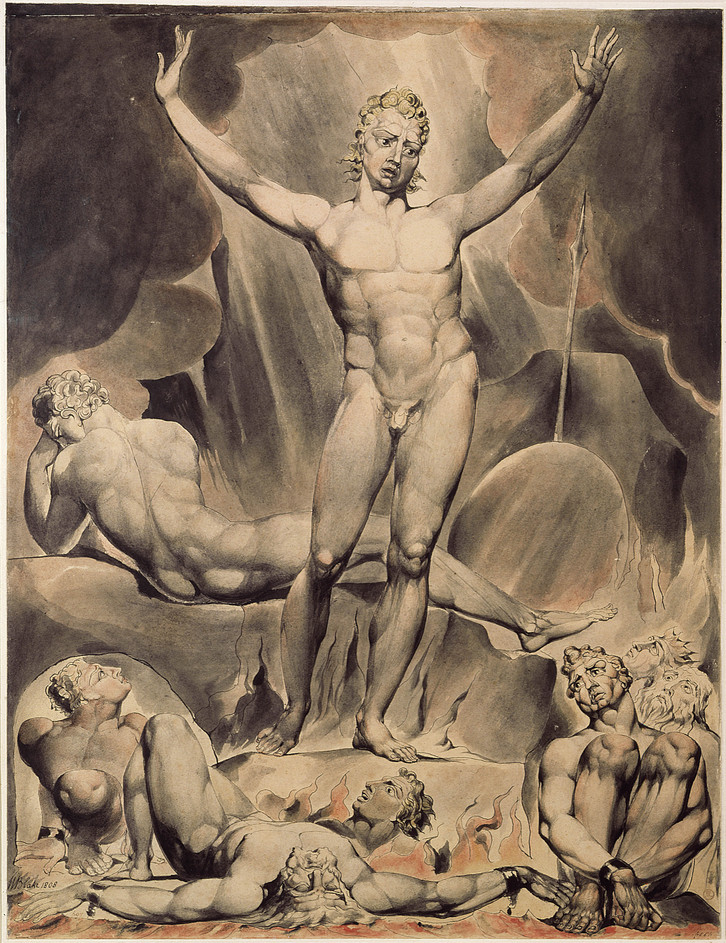
Ilustración de William Blake representando al Lucifer de John Milton en Paradise Lost

El luciferismo es una doctrina esotérica y gnóstica, filosófica en el caso de las órdenes secretas y en algunos casos, religiosa como en algunas religiones minoritarias de la actualidad, que gira en torno a la figura del dios romano Lucifer, que a su vez es considerado como el ser portador de la Luz del intelecto. El luciferismo en general reniega del satanismo y asegura que Lucifer y Satán no son la misma entidad, sin embargo algunas organizaciones satánicas se consideran a sí mismas luciferinas.

## Orígenes
El luciferismo gnóstico fue una doctrina primitiva del luciferismo y/o del gnosticismo cristiano que promulgaba que Jesús era hijo de Lucifer, mientras que el Demiurgo, el dios del mal y creador del Universo material según la tradición gnóstica, era el verdadero Dios de los judíos. Ya el ocultista y masón Eliphas Levi menciona a Lucifer en Dogma y ritual de Alta Magia. El término latín Lucifer, a menudo traducido del hebreo helel (lucero) de la Biblia hebrea en Isaías 14.12-14 ha sido utilizado para referirse a distintos personajes como Prometeo e incluso Jesús. La palabra en latín significa portador de la luz.

## Creencias generales

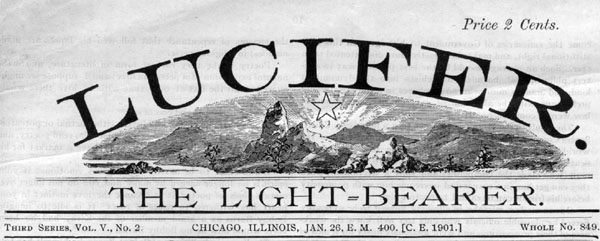
Lucifer the Lightbearer fue una revista individualista estadounidense

A veces asociado erróneamente con el satanismo debido a la interpretación cristiana del ángel caído, el luciferianismo es un sistema de creencias diferente y no respeta la figura del diablo ni la mayoría de las características que normalmente se le atribuyen a Satanás. Lucifer en este contexto es visto como una de las muchas estrellas de la mañana, un símbolo de iluminación, independencia y progresión humana, y se usa indistintamente con figuras similares de una gama de creencias antiguas, como el titán griego Prometeo o la figura talmúdica judía Lilith.
Para los luciferinos, la iluminación es el objetivo final. Los principios luciferinos básicos resaltan la verdad y la libertad de voluntad, adorando al ser interno y al potencial máximo de uno. El dogma tradicional es rechazado como una base para la moralidad sobre la base de que los humanos no deberían necesitar deidades o miedo al castigo eterno para distinguir el bien del mal y hacer el bien. Todas las ideas deben probarse antes de ser aceptadas, e incluso entonces uno debe permanecer escéptico porque el conocimiento y la comprensión son fluidos. Independientemente de si se concibe a Lucifer como una deidad o como un mero arquetipo, es una representación del último conocimiento y exploración: el salvador de la humanidad y un campeón para el crecimiento personal continuo.
Algunos luciferinos creen en Lucifer como una deidad real, no para ser adorado como el Dios judeocristiano, sino para ser venerado y seguido como maestro y amigo, como salvador o espíritu guía, o incluso como el único dios verdadero en oposición al tradicional creador en el judaísmo. Los Luciferinos teístas son seguidores del Camino de la Mano Izquierda y pueden adherirse a diferentes dogmas que se centran principalmente en la magia ceremonial, las interpretaciones ocultistas y literales de historias y figuras espirituales.

## Religiones luciferinas

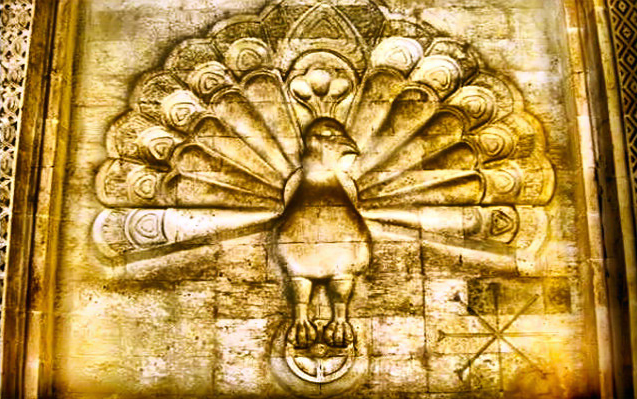
Melek Taus

### Yazidismo
Es la religión nacional de la zona del Kurdistán. Aunque la mayoría de los kurdos son musulmanes muchos continúan practicando su religión tradicional, el yazidismo o yezidismo. El culto yezidi aunque monoteísta, también es angélico y rinde culto al Ángel Pavo real, Melek Taus, identificado con Lucifer. Los yazidas creen que Melek Taus se rebeló contra Dios para dar conocimiento al Hombre pero fue perdonado y restaurado como jefe de los ejércitos celestiales.

### Thelema
La escuela de libre pensamiento fundada por el escritor británico Aleister Crowley, basada en el mito de muerte y renacimiento del dios egipcio Osiris, identificado por los luciferinos como la versión egipcia de Lucifer. Thelema es una filosofía de vida basada en las máximas, "Haz tu Voluntad, será toda la Ley," y "Amor es la Ley, Amor bajo Voluntad es la Ley". El ideal de "Haz tu Voluntad" y su asociación con la palabra Thelema tiene su antecedente en François Rabelais, pero fue más desarrollada y popularizada por Aleister Crowley, quien fundó una escuela llamada Thelema basada en este ideal. La palabra misma es la transliteración al inglés del sustantivo en griego Koine θέλημα: "voluntad", del verbo θέλω: querer, desear, propósito. Crowley identificó en algún momento a Aiwass, el espíritu que le dictó la escritura del El Libro de la Ley con Lucifer, si bien aclaró que no creía en la existencia literal de éste.

## Sociedades

### Masonería
La masonería, sociedad fundada en 1717, es laica por lo cual no existe ningún Dios masónico ni se venera a ninguna deidad (ni a Osiris, ni a ningún "Dios solar", ni a Baal, ni a Baphomet, ni a Satán, etc). Léo Taxil, autor antimasónico inventó la leyenda negra de que según la masonería es luciferina, lo cual es totalmente falso. Léo Taxil en 1897 aceptó públicamente que había mentido en sus publicaciones relacionando a la masonería con el luciferismo y satanismo. En la masonería no es ninguna religión, se hace referencia al 'Gran Arquitecto del Universo' o GADU de manera totalmente anti-dogmática, el GADU funciona más como una fórmula para que cada miembro le de libremente su propia interpretación.

### Teosofía

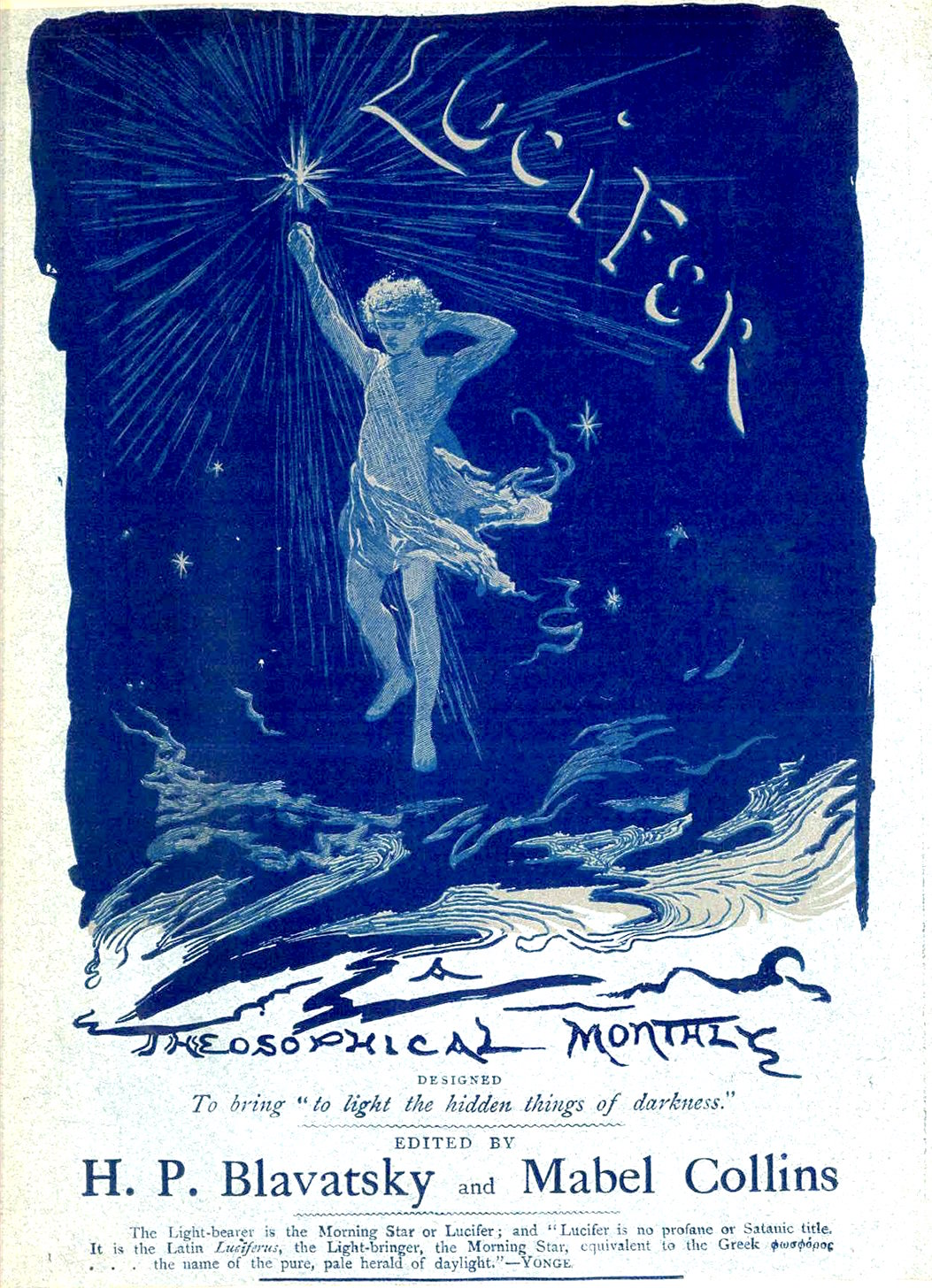
Portada de la revista Lucifer de la Sociedad Teosófica

La Teosofía considera que Lucifer, a quien llaman Metatrón, representa la luz de la razón, y que no es el mismo Satán. La revista oficial de la Sociedad Teosófica lleva por nombre Lucifer. Para sus promotores, la teosofía es el desarrollo de la filosofía y de la ciencia, por medio de diversas corrientes humanistas, y busca lo que haya en ellas de sabiduría. El movimiento teosófico moderno fue impulsado por Helena Blavatsky (1831-1891) que, junto con Henry Steel Olcott (1832-1907) y William Quan Judge (1851-1896), fundaron la Sociedad Teosófica en la ciudad de Nueva York en 1875.

### Orden Hermética del Alba Dorada
Los fundadores de la Golden Dawn, una escuela separada de la Masonería inglesa, consideraban que la Masonería, tanto inglesa como universal, aunque era una escuela de moral muy admirable, se fundamentaba casi totalmente en los Grados Simbólicos y Filosóficos. Por lo cual buscaron crear una sociedad esotérica que salvara la tradición de los Caballeros Templarios, incluyendo el culto a Lucifer como Arcángel. La orden nueva fue fundada en Londres, en 1888, por William Wynn Westcott y Samuel MacGregor Mathers, el duque de Wessex. Sin embargo, la Orden Hermética de la Aurora Dorada cuenta que este relato es simbólico y que se utilizó para velar la identidad de los Maestros que transmitieron el linaje a la Orden Iniciática; y sostiene que su linaje puede trazarse hasta la Orden Rosacruz alemana, a través de Kenneth McKenzie, diplomático escocés, quien fuera iniciado en Baviera.

## Luciferismo vs. satanismo
Si bien los luciferinos no se consideran satanistas –muchos rechazan el término enfáticamente– algunos satanistas sí se consideran luciferinos. Diversas organizaciones satánicas aducen ser luciferinas.

## Organizaciones luciferinas

Símbolo de la Fraternitas Saturni

### Fraternitas Saturni
Stephen Flowers en su libro sobre la orden mágica alemana Fraternitas Saturni (FS) dice que "la FS es (o fue) la organización más descaradamente luciferina en el renacimiento occidental moderno de Occidente".

### Orden de la Estrella de la Mañana
La Orden de la Estrella de la Mañana (Order of the Morning Star) fue fundada por la astróloga británica Madeline Montalban en 1956 como una forma de promover su particular sistema de luciferismo.

### Iglesia Neo-Luciferina
La Iglesia Neo Luciferina (NLC) es una organización gnóstica y luciferina con raíces en el esoterismo occidental, el vudú, el luciferismo, la Thelema y la magia.

### Iglesia Mayor de Lucifer
En 2014 se funda una organización mundial para luciferinos de Houston, Texas, conocida como la Iglesia Mayor de Lucifer bajo el liderazgo de Jacob No, Michael W. Ford y Jeremy Crow, fundador de la Luciferian Research Society. En enero de 2015, los fundadores de IML presentaron documentos en el Juzgado del Condado de Austin para hacer negocios bajo el nombre IML. Jacob No describe a la IML como una organización que "sigue una filosofía y es una religión no dogmática". La IML se enfoca más en las enseñanzas basadas en el mundo práctico. La progresión familiar y personal se encuentran entre sus principios clave.